# Fanbyn, Sundsvalls kommun
Fanbyn är ett samhälle i Sundsvalls kommun, belägen vid Ljungan cirka 42 kilometer väster om Sundsvall.

## Administrativ historik
1990 avgränsades en mindre småort med namnet Fanbyn söder om tätorten Stöde. 1995 delades tätorten Stöde så att området söder om Ljungan bildade en ny tätort med namnet Fanbyn. Småorten med samma namn fortfor att ligga utanför tätortsavgränsningen, men kom att upplösas 1995 på grund av för liten befolkning, för att senare 2015 ingå i tätorten. Tätorten växte 2018 samman med tätorten Stöde.

### Befolkningsutveckling
| Befolkningsutvecklingen i Fanbyns tätort 1995–2015      | Befolkningsutvecklingen i Fanbyns tätort 1995–2015 | Befolkningsutvecklingen i Fanbyns tätort 1995–2015 | Befolkningsutvecklingen i Fanbyns tätort 1995–2015 | Befolkningsutvecklingen i Fanbyns tätort 1995–2015 |
| ------------------------------------------------------- | -------------------------------------------------- | -------------------------------------------------- | -------------------------------------------------- | -------------------------------------------------- |
|                                                         |                                                    |                                                    |                                                    |                                                    |
| År                                                      |                                                    |                                                    | Folkmängd                                          | Areal (ha)                                         |
| 1995                                                    | 1995                                               |                                                    | 637                                                | 137                                                |
| 2000                                                    | 2000                                               |                                                    | 603                                                | 137                                                |
| 2005                                                    | 2005                                               |                                                    | 569                                                | 138                                                |
| 2010                                                    | 2010                                               |                                                    | 526                                                | 140                                                |
| 2015                                                    | 2015                                               |                                                    | 599                                                | 201                                                |
| Anm.: Utbruten ur Stöde 1995, sammanväxt med Stöde 2018 |                                                    |                                                    |                                                    |                                                    |

| Befolkningsutvecklingen i Fanbyns småort 1990–1990 | Befolkningsutvecklingen i Fanbyns småort 1990–1990 | Befolkningsutvecklingen i Fanbyns småort 1990–1990 | Befolkningsutvecklingen i Fanbyns småort 1990–1990 | Befolkningsutvecklingen i Fanbyns småort 1990–1990 |
| -------------------------------------------------- | -------------------------------------------------- | -------------------------------------------------- | -------------------------------------------------- | -------------------------------------------------- |
|                                                    |                                                    |                                                    |                                                    |                                                    |
| År                                                 |                                                    |                                                    | Folkmängd                                          | Areal (ha)                                         |
| 1990                                               | 1990                                               |                                                    | 67                                                 | 33#                                                |
| Anm.: Ny småort 1990, upplöst 1995 # Som småort.   |                                                    |                                                    |                                                    |                                                    |